# Lucas Carvalho
Lucas da Silva Carvalho (* 16. Juli 1993 in Santo André) ist ein brasilianischer Sprinter, der sich auf den 400-Meter-Lauf spezialisiert hat und zu Beginn seiner Karriere im Hürdenlauf an den Start ging. 2018 siegte er über 400 Meter bei den Südamerikaspielen sowie mit der brasilianischen 4-mal-400-Meter-Staffel bei den Panamerikanischen Spielen.

## Sportliche Laufbahn
Erste Erfahrungen bei internationalen Meisterschaften sammelte Lucas Carvalho im Jahr 2010, als er bei den Jugendsüdamerikameisterschaften in Santiago de Chile im 110-Meter-Hürdenlauf in 14,26 s die Bronzemedaille gewann. Im Jahr darauf sicherte er sich bei den Juniorensüdamerikameisterschaften in Medellín in 13,92 s die Silbermedaille und 2012 schied er bei den Juniorenweltmeisterschaften in Barcelona mit 13,93 s im Halbfinale aus. Fortan konzentrierte er sich auf den 400-Meter-Lauf und startete 2016 bei den Ibero-Amerikanischen Meisterschaften in Rio de Janeiro mit der brasilianischen 4-mal-400-Meter-Staffel, wurde dort aber disqualifiziert. Bei den IAAF World Relays 2017 auf den Bahamas belegte er in 3:05,96 min den siebten Platz und anschließend gewann er bei den Südamerikameisterschaften in Luque mit der Staffel in 3:07,32 min die Silbermedaille hinter dem Team aus Kolumbien und belegte im Einzelbewerb über 400 Meter in 46,11 s den vierten Platz. Er qualifizierte sich zudem auch für die Weltmeisterschaften in London, bei denen er über 400 Meter mit 45,86 s in der ersten Runde ausschied und auch mit der Staffel reichten 3:04,02 min nicht für einen Finaleinzug.
2018 siegte er bei den Südamerikaspielen in Cochabamba in 45,61 s über 400 Meter und gewann mit der 4-mal-100-Meter-Staffel in 39,54 s die Bronzemedaille hinter den Teams aus Kolumbien und Venezuela. Anschließend siegte er auch bei den Ibero-Amerikanischen Meisterschaften in Trujillo in 45,92 s über 400 Meter. Bei den IAAF World Relays 2019 in Yokohama belegte er in 3:20,71 min den sechsten Platz und gewann anschließend bei den Südamerikameisterschaften in Lima in 46,12 s die Silbermedaille im Einzelbewerb hinter dem Kolumbianer Anthony Zambrano und gewann auch mit der Staffel in 3:04,13 min die Silbermedaille hinter Kolumbien. Im Spätsommer schied er bei den Weltmeisterschaften in Doha mit 46,01 s in der ersten Runde aus und belegte in der gemischten Staffel in 3:16,22 min den achten Platz. Anschließend wurde er bei den Militärweltspielen in Wuhan mit der Staffel in 3:06,82 min Fünfter. 2020 siegte er in 45,77 s beim Grande Prêmio Brasil Caixa und im Jahr darauf gewann er bei den Südamerikameisterschaften in Guayaquil in 46,31 s die Silbermedaille hinter dem Venezolaner Kelvis Padrino und mit der Staffel siegte er in 3:04,25 min gemeinsam mit Bruno de Barros, João Cabral und Pedro Luiz de Oliveira. Anfang August nahm er an den Olympischen Spielen in Tokio teil und schied dort mit 46,12 s in der ersten Runde aus.
2022 siegte er in 46,85 s bei den Hallensüdamerikameisterschaften in Cochabamba und stellte damit einen neuen Meisterschaftsrekord auf. Anschließend wurde er bei den Hallenweltmeisterschaften in Belgrad wegen einer Bahnübertretung disqualifiziert. Im Juli schied er dann bei den Weltmeisterschaften in Eugene mit 47,53 s in der ersten Runde aus. Im Oktober gewann er bei den Südamerikaspielen in Asunción in 46,47 s die Bronzemedaille hinter dem Argentinier Elián Larregina und Kelvis Padrino aus Venezuela. Zudem sicherte er sich im Staffelbewerb in 3:06,79 min gemeinsam mit Lucas Rodrigues da Silva, Douglas Mendes und Vitor Hugo de Miranda die Silbermedaille hinter dem Team aus Venezuela. Im Jahr darauf belegte er bei den Südamerikameisterschaften in São Paulo in 47,64 s den achten Platz im Einzelbewerb und gewann mit der Staffel in 3:04,15 min gemeinsam mit Vitor Hugo de Miranda, Maxsuel dos Santos und Douglas Mendes die Silbermedaille hinter dem venezolanischen Team. Anschließend schied er bei den Weltmeisterschaften in Budapest mit 45,34 s in der ersten Runde über 400 Meter aus. Ende Oktober belegte er bei den Panamerikanischen Spielen in Santiago de Chile in 46,84 s den vierten Platz und siegte mit der Staffel in 3:03,92 min gemeinsam mit Matheus Lima, Douglas Mendes und Lucas Conceição Costa. 2024 belegte er bei den Hallensüdamerikameisterschaften in Cochabamba in 47,88 s den vierten Platz. Anschließend schied er bei den Hallenweltmeisterschaften in Glasgow mit 47,38 s im Semifinale aus. Im Mai wurde er bei den World Athletics Relays in Nassau in 3:01,86 min Erster im C-Lauf der 2. Qualifikationsrunde für die Olympischen Spiele und sicherte damit Brasilien einen Startplatz. Kurz darauf kam er bei den Ibero-Amerikanischen Meisterschaften in Cuiabá im Vorlauf über 400 Meter nicht ins Ziel. Im August schied er bei den Olympischen Sommerspielen in Paris mit 46,25 s in der Hoffnungsrunde über 400 Meter aus und verpasste mit der Männerstaffel mit 3:00,95 min den Finaleinzug.
2025 belegte er bei den Südamerikameisterschaften in Mar del Plata in 47,11 s den vierten Platz über 400 Meter und siegte mit der 4-mal-400-Meter-Staffel in 3:07,40 min gemeinsam mit Tiago Lemes da Silva, Jádson Lima und Elias Oliveira.
In den Jahren 2017 und 2018 sowie 2020, 2021 und 2023 wurde Carvalho brasilianischer Meister im 400-Meter-Lauf sowie 2020 auch über 200 Meter und 2024 in der 4-mal-400-Meter-Staffel.

## Persönliche Bestzeiten
- 200 Meter: 20,40 s (+1,2 m/s), 13. Dezember 2020 in São Paulo
- 400 Meter: 44,79 s, 29. Juli 2023 in São Paulo
  - 400 Meter (Halle): 46,82 s, 1. März 2024 in Glasgow
- 110 m Hürden: 14,28 s (+0,3 m/s), 8. Juni 2013 in São Paulo